# Hannibal Hamlin
Hannibal Hamlin (født 27. august 1809, død 4. juli 1891) var USA's 15. vicepræsident. Han gjorde tjeneste under præsident Abraham Lincoln i perioden 1861 – 1865. 
Hamlin var uddannet jurist, og praktiserede i hjemstaten Maine frem til han begyndte sin politiske karriere som repræsentant i Underhuset i Maine i 1836. Derfra gik han i 1843 videre til Kongressen, hvor han først sad i Repræsentanternes hus i 4 år og derefter, fra 1848, i Senatet. 
Det vakte opsigt da Hamlin i 1856 trak sig fra det demokratiske parti og gik over til det nystartede republikanske parti. Grunden til overgangen var uenighed omkring spørgsmålet om slaveri i USA, Hamlin havde længe været modstander af slavehold. Republikanerne nominerede ham til guvernør for Maine, og i januar 1857 tiltrådt han. 
Efter præsidentvalget i 1860 blev han vicepræsident i USA. Han blev da den 15. i rækken, og den første fra Det republikanske parti. Her arbejdede han videre mod slaveriet, og i 1865 var det i praksis afskaffet. Hamlin forblev i politikken som senator frem til 1881.
Hannibal Hamlin døde 4. juli 1891, 81 år gammel.